# شون ماكغراث
شون ماكغراث هو فيلسوف كندي، ولد في 1966.